# Alejandro Sabella
Alejandro Sabella, né le 5 novembre 1954 à Buenos Aires et mort le 8 décembre 2020 à Buenos Aires,, est un ancien footballeur international argentin devenu entraîneur.
L'ancien milieu de terrain avait passé la majeure partie de sa carrière entre l'Argentine (River Plate, Estudiantes et Ferro Carril Oeste en fin de carrière) et l'Angleterre (Sheffield United, Leeds).
Il était le sélectionneur de l'équipe d'Argentine de football de 2011 à 2014. Il a atteint la finale de la  coupe du monde 2014 avec l'Argentine, finale perdue face à l'Allemagne.

## Biographie

### Club
Sabella avait également été joueur à River Plate entre 1974 et 1978 avant de rejoindre l'Angleterre où il avait porté les couleurs de Sheffield United (1978-1980) et de Leeds (1980-1981) puis de rentrer en Argentine où il a évolué à Estudiantes (1982-1987). 

### Sélection
Il comptait huit capes avec la sélection nationale d'Argentine et a participé à la Copa América 1983.

### Entraîneur
Après sa retraite, Sabella aura attendu deux décennies avant de véritablement entamer sa reconversion, devenant l'entraîneur d'Estudiantes en 2009, un club avec lequel il a remporté la Copa Libertadores cette même année.
Il est nommé le 28 juillet 2011 sélectionneur de l'équipe d'Argentine. Il se qualifie le 9 juillet 2014 pour la finale de la Coupe du monde 2014, mais à la suite de sa défaite contre l'équipe d'Allemagne lors de cette finale, il démissionne de son poste de sélectionneur de l'équipe d'Argentine.

## Palmarès

### En tant que joueur
- River Plate
  - Champion d'Argentine de Primera División : 1975 (Metropolitano), 1975 (Nacional) et 1977 (Metropolitano)

- Estudiantes
  - Champion d'Argentine de Primera División : 1982 (Nacional) et 1983 (Nacional)

### En tant qu'entraîneur
- Estudiantes
  - Vainqueur de la Copa Libertadores en 2009
  - Vainqueur du Tournoi d'ouverture d'Argentine en 2010
  - Finaliste de la Coupe du monde des clubs en 2009

- Argentine
  - Finaliste de la Coupe du monde 2014